# گوا ترنس
گوا ترنس فرمی از موسیقی الکترونیک است که مبدا آن سرچشمه از سال‌های اواخر دهه ۸۰ در شهر گوا واقع در ساحل غربی کشور هندوستان می‌گیرد.